# George Wald
George Wald (New York, 18 novembre 1906 – Cambridge, 12 aprile 1997) è stato un biologo, fisiologo, biochimico, ricercatore e attivista statunitense, famoso per le sue ricerche sulle forme molecolari delle cellule fotorecettrici della retina.
Tali ricerche diedero il via alla comprensione dei mutamenti molecolari che avvengono quando le cellule fotorecettrici vengono colpite dalla luce con la scissione della rodopsina in due diverse molecole.
Inoltre per primo comprese la parte che la vitamina A ha nella realizzazione dei tre pigmenti colorati svelando che la cecità ai colori è causata dall'assenza di uno dei tre.
Nel 1967 ricevette il Premio Nobel per la Medicina con Haldan Keffer Hartline e Ragnar Granit per aver compiuto le iniziali valutazioni quantitative sullo spettro di assorbimento delle differenti cellule della retina.
Dotato di doti comunicative , dopo il culmine della sua carriera lavorativa segnato dal ricevimento del premio Nobel, si dedicò con la stessa passione all'attivismo sociale appoggiando con pochi professori lo sciopero studentesco dell'Università di Harvard del 1969, nel marzo dello stesso anno tenne un discorso contro la guerra nel Vietnam al Massachusetts Institute of Technology :"Una generazione in cerca di un futuro", che fu tradotto in quaranta lingue.

## Opere
- Gas, molecole, vita. Chi siamo, dove stiamo andando. Sei lezioni di un premio Nobel, traduzione di Paolo Falcone, 2019, addeditore, Torino, ISBN 978-88-6783-218-7